# Мелнбардис, Альберт
А́льберт Ме́лнбардис (латыш. Alberts Melnbārdis; 28 июня, 1888, Айвиекстская волость — 6 августа, 1957, Рочестер) — латвийский юрист, спортивный деятель и шахматист.

## Биография
Получил образование юриста в Юрьевском университете. В годы борьбы за независимость Латвии (1918—1920) работал помощником коменданта Рижского железнодорожного узла. После образования независимой Латвии долгие годы был юрисконсультом в Управлении железной дороги и в департаменте шоссейных и земельных дорог в Министерстве транспорта Латвии.
Стал известен также как спортивный деятель. Сначала активно участвовал в жизни Латвийского союза тяжелой атлетики и был избран председателям этой организации. В возрасте 29 лет научился играть в шахматы и быстро выдвинулся в число лучших шахматистов Латвии. В 1922 году победил в турнире шахматного клуба Риги. В 1928 году в рядах сборной Латвии принял участие в шахматной олимпиаде в Гааге, где сыграл только одну партию. В 1935 году в сеансе одновременной игры победил тогдашнего чемпиона мира по шахматам Александра Алехина. С 1933 по 1938 год руководил Латвийским шахматным союзом. Под его руководством были проведены два международных шахматных турнира в Кемери (1937, 1939), а также значительно активизировалась шахматная жизнь в Латвии. Был ответственным редактором шахматного журнала «Šacha māksla» (1937—1939). Во время Второй мировой войны участвовал в работе департамента по физической культуре и спорта в Латвийском земельном самоуправлении, где был ответственным за шахматы.
В 1944 году эмигрировал из Латвии. Активно участвовал в спортивной жизни латышской эмиграции. Весной 1947 года в Гёттингене был одним из основателей Олимпийского комитета Латвии в изгнании, который безуспешно старался обеспечить участие спортсменов Латвии в Летних Олимпийских играх 1948 года. Позже переехал на постоянное место жительство в США. Там работал юристом, а также продолжал уделять внимание шахматам и участвовал в шахматных турнирах по переписке. Умер от сердечного приступа.